# Søren Busk
Søren Thomas Busk (født 10. april 1953 i Glostrup), er en tidligere landsholdsspiller i fodbold er i dag salgsdirektør i sportsfirmaet Select Sport A/S.
Busk debuterede på landsholdet 1979 og nåede 61 landskampe og lavede to mål i perioden 1979-88. Han deltog i tre store slutrunder; EM i 1984 i Frankrig, VM i 1986 i Mexico og EM i 1988 Tyskland. Han spiller i dag på Old Boys Landsholdet"
Busk startede i Glostrup IC (nuværende Glostrup FK) som 7-årig og spillede der, til han var 23, hvorefter han frem til 1987 spillede som professionel i flere europæiske klubber; først kom han til Westfalia Herne i Tyskland, derefter MVV Maastricht i Holland, KAA Gent i Belgien. I de tre år Søren Busk var hos Gent blev han hvert år kåret som klubbens bedste spiller.
Den franske storklub AS Monaco blev næste klub og til sidst spillede han for Wiener SC i Østrig inden han rejste hjem for at afslutte karrieren i Herfølge Boldklub hvor han spillede i tre sæsoner.

## Karriere
- Glostrup IC 1960-1976
- Westfalia Herne, Tyskland 1977 -1979.
- MVV Maastricht, Holland 1979 – 1982.
- KAA Gent, Belgien 1982 – 1985.
- AS Monaco, Frankrig 1986 – 1987.
- Wiener Sportklub, Østrig 1987.
- Herfølge Boldklub. 1988-1990